# Rilhac-Treignac
Rilhac-Treignac é uma comuna francesa na região administrativa da Nova Aquitânia, no departamento de Corrèze. Estende-se por uma área de 9,42 km². Em 2010 a comuna tinha 116 habitantes (densidade: 12,3 hab./km²).